# Nagroda im. Franka Wilczka
Nagroda im. Franka Wilczka – polsko-amerykańska nagroda naukowa w wysokości 12 tys. dolarów amerykańskich ustanowiona w 2019 r. przez Wydział Fizyki, Astronomii i Informatyki Stosowanej Uniwersytetu Jagiellońskiego i Fundację Kościuszkowską. Opiekunem nagrody zostali prof. Frank Wilczek z Massachusetts Institute of Technology i dziekan Wydziału Fizyki, Astronomii i Informatyki Stosowanej Uniwersytetu Jagiellońskiego. Przyznawana co dwa lata nagroda przeznaczona jest dla młodych polskich naukowców mających znaczące odkrycia w dziedzinie fizyki, astronomii lub nauk pokrewnych.
Laureaci:
- dr Przemysław Mróz (2020 r.)[2]
- dr Michał Parniak (2022 r.)[3][4]
- dr Krzysztof Giergiel (2024 r.)[5]